# 精英模特经纪公司
精英模特经纪公司（英语：Elite Model Management，简称Elite）是一家总部位于法国巴黎的模特经纪公司，成立于1972年。
2004年，公司位于纽约、迈阿密、洛杉矶和多伦多的分支机构从母公司分离，独立组成Elite Model Management North America（北美Elite模特公司）。 Elite Model Management是Elite World S.A.的子公司，该母公司的主要股东西尔维奥·斯卡利亚通过Elite World Group（EWG）掌控股份。Elite World Group旗下除Elite外，还有The Society Management、Women Management、Supreme Management、Elite Model Look和Women 360等品牌。 虽然北美Elite模特公司与Elite世界集团共用同一商标，但二者所有权不同，并非同一业务网络。

## 历史

### 20世纪
Elite由约翰·卡萨布兰卡斯（John Casablancas，1942–2013）和阿兰·基特勒（Alain Kittler）于1972年创立于巴黎。 卡萨布兰卡斯受当时的妻子、丹麦模特珍妮特·克里斯蒂安森（Jeanette Christiansen）影响，决定创办Elite模特经纪公司。
创始之初，Elite签约的知名模特包括英格玛丽·拉米（Ingmari Lamy）等人。
由于当时巴黎和米兰的小型模特公司常有拖欠薪酬问题，1977年Elite进军纽约，以更稳定的财务模式吸引模特加盟，引发了与福特模特公司（Ford Models）之间的激烈竞争，这被称为“模特战争”。 1983年，Elite创办了著名的Elite Model Look模特大赛，进一步巩固国际影响。1990年代后期，Elite进一步拓展亚洲市场，并在中国、新加坡等地设立分公司和合资公司，如龙腾精英模特经纪公司。

### 21世纪
2002年开始，Elite卷入了一系列诉讼和争议，如模特薪资操纵案和办公室二手烟诉讼案，声誉受损。 2004年，Elite World SA申请破产保护，北美业务被商人埃迪·特朗普（Eddie Trump）收购，成为独立的公司实体Elite Model Management North America。
后来，Elite World SA重组并继续在全球扩展，并成立了新品牌The Society Management等。2019年，Elite World Group任命朱莉娅·哈特（Julia Haart）为CEO。2022年，保罗·巴尔比耶里（Paolo Barbieri）继任Elite World Group的CEO职位。

## 性侵争议
Elite长期被指控存在性侵、性骚扰问题，其中前高管杰拉尔德·玛力（Gérald Marie）涉嫌多项性侵罪行。1999年BBC曾报道玛力涉嫌性侵，但最终Elite起诉BBC诽谤胜诉，获得道歉与和解赔偿。 近年来，更多女性指控玛力实施性侵犯，法国检方已展开正式调查。Elite公司表示，玛力自2010年起已不再与该公司有任何关系。